# Universidade de Cagliari
A Universidade de Cagliari ou, nas suas formas portuguesas, de Cálhari, Cálari ou Cálher (em italiano, Università degli Studi di Cagliari) é uma instituição de ensino superior localizada na cidade de Cagliari, na Itália. Foi fundada em 1620 e é organizada em onze Faculdades.

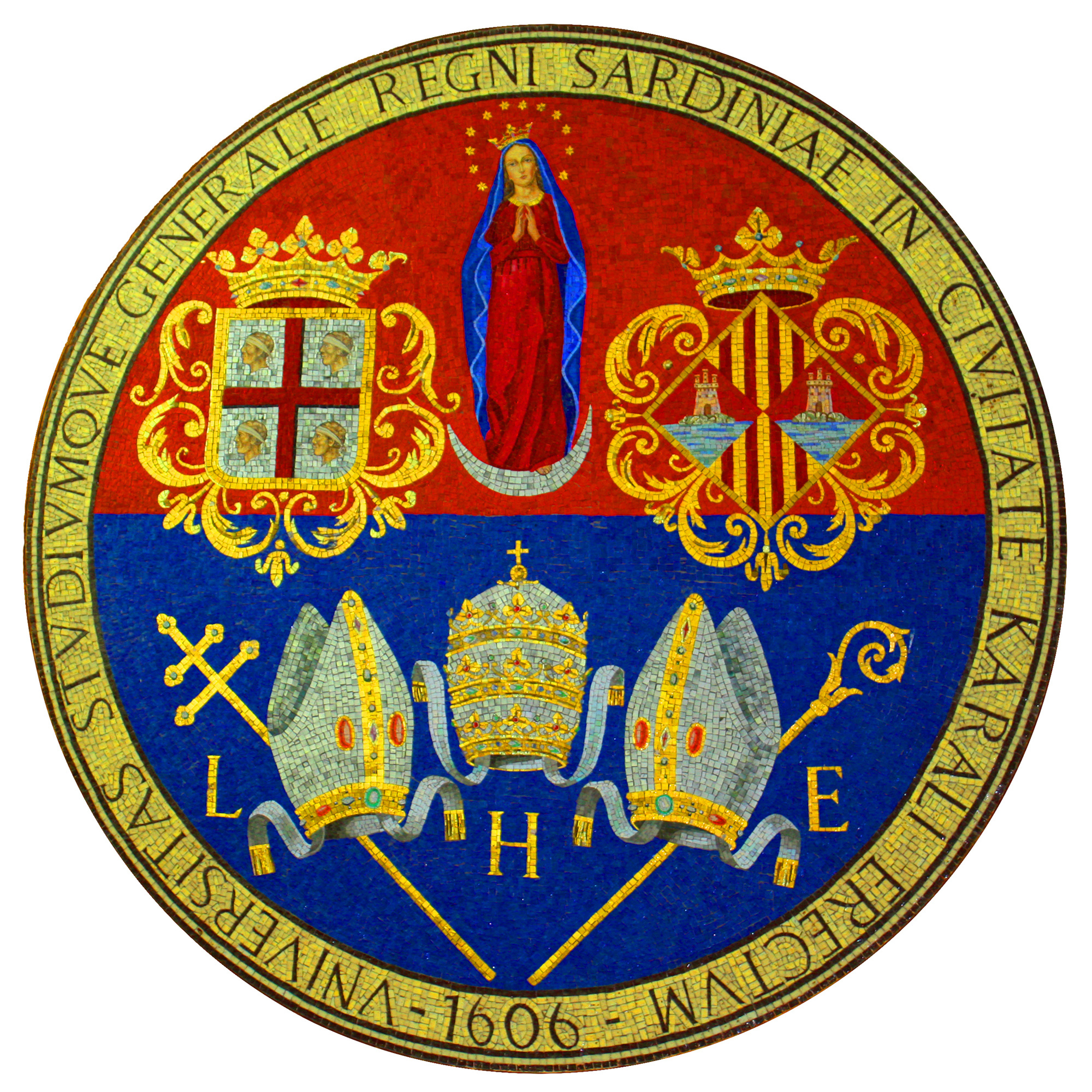
Brasão

## Ligação externa
- Página oficial (em italiano)